# Прох, Леонид Зусьевич
Леонид Зусьевич (Зусиевич) Прох (укр. Леонід Зусійович Прох) (16.03.1921, Житомир — 1983, Киев) — советский украинский метеоролог, популяризатор метеорологических знаний, педагог, журналист. Кандидат географических наук (1965). Участник Великой Отечественной войны.

## Биография
В 1927—1938 годах учился в средней школе Nº55 Киева. Закончив на отлично поступил на электротехнический факультет Киевского политехнического института.
Призван в октябре 1941 года. Дата завершения службы: 10.07.1944 Воинское звание инженер-капитан; техник-лейтенант. Служил в воинской части УГМС КВО (ЦАМО. Учётно-послужная картотека. Шкаф 168. Ящик 14).
В 1944 году направлен в Киев военным метеорологом, затем во Львовский аэропорт.
После войны работал в Дальневосточном управлении гидрометеослужбы (заместитель директора), Гидрометеотехникума во Владивостоке (директор), в Украинском гидрометеорологическом институте (старший научный сотрудник) в Киеве.
В 1948—1949 годах участник метеорологической экспедиции на ледоколе «Северный Полюс».
С 1959 года работал над диссертацией о туманах Украины, защищенной в 1965 году.

### Книги
- Прох Л. З. Погода та клімат (укр.). — Киев: Радянська школа, 1957.
- Прох Л. З. Погода та її передбачення (укр.). — Киев: Вид-во АН УРСР, 1957.
- Прох Л. З. К характеристике туманов Украины. — Киев: УкрНДГМІ, 1960.
- Прох Л. З. Сердитые и добрые ветры. — Л.: Гидрометеоиздат, 1961. — 76 с.
- Прох Л. З. Небеса без чудес. — Киев: Радянська школа, 1963.
- Прох Л. З. Пори року на Київщині (укр.). — Киев: Облвидав, 1963. — 76 с.
- Прох Л. З. Володарі небес (укр.). — Киев: Веселка, 1966.
- Прох Л. З. Чи від бога погода? (укр.). — Киев: Радянська школа, 1967. — 62 с.
- Прох Л. З. Краткая характеристика погоды Киева. — Киев, 1969.
- Матушевский Б. Ф., Прох Л. З. Гидрометеорологическая служба Украины за 50 лет Советской власти. — Л.: Гидрометеоиздат, 1970.
- Прох Л. З. Клімат Києва (укр.). — Киев: Урожай, 1973. — 62 с.
- Прох Л. З. Вітер. Кліматологічний довідник вітрів (укр.). — Киев: УГМС УРСР, 1975.
- Прох Л. З. Таємниці повітряного океану (укр.). — Киев: Радянська школа, 1976. — 76 с.
- Будилина Е. Н., Прох Л. З., Снитковский А. И. Смерчи и шквалы умеренных широт. — Л.: Гидрометеоиздат, 1976. — 32 с.
- Прох Л. З. Ветровалы леса и штормовые ветры в Украинских Карпатах. — Обнинск: ВНИИГМИ-МЦД, 1976. — 80 с.
- Прох Л. З. Исследование ураганов, бурь, смерчей и шквалов Украины. — Киев, 1979.
- Климат Киева. Климат города. — Л.: Гидрометеоиздат, 1980. — 288 с.
- Прох Л. З. Смерчи и шквалы. — М.: Знание, 1981. — 48 с.
- Прох Л. З. Словарь ветров. — Ленинград: Гидрометеоиздат. — 1983.
- Колчинский И. Г., Орлов М. Я., Прох Л. З., Пугач А. Ф. Что можно увидеть на небе. Справочник. — Киев: Наукова думка, 1982. — 190 с.
- Прох Л. З. Рассказы о ветрах. — Киев: Радянська школа, 1983. — 190 с.

### Статьи
- Прох Л. З. Некоторе результаты измерения размеров капель в туманах (укр.) // Праці УкрНДГМІ. — Киев, 1964. — Вип. 42.
- Прох Л. З. К радиационной характеристике сезона туманов в Киеве (укр.) // Праці УкрНДГМІ. — Киев, 1966. — Вип. 55. — С. 54—63.
- Прох Л. З. К характеристике туманов Украины (укр.) // Праці УкрНДГМІ. — Киев, 1966. — Вип. 55.
- Прох Л. З. Вековые колебания температуры и осадков в Киеве (укр.) // Праці УкрНДГМІ. — Киев, 1975. — Вип. 138, № 95—110.
- Прох Л. З. Характеристика штормовых и ураганных ветров на западе Украины (укр.) // Праці УкрНДГМІ. — Киев, 1976. — Вип. 154. — С. 74—88.